# Pietragalla
Pietragalla  község (comune) Olaszország Basilicata régiójában, Potenza megyében.

## Fekvése
A megye központi részén fekszik, egy, a Bradano folyó völgyére néző domb lejtőjén. Határai: Acerenza, Avigliano, Cancellara, Forenza, Potenza és Vaglio Basilicata.

## Története
A települést a 11. század elején alapították. Nevét a dombot alkotó sárga színű tufarétegekről kapta.

## Népessége
A népesség számának alakulása:

## Főbb látnivalói
- San Cataldo-templom
- Santa Maria delle Grazie-templom
- San Nicola-templom